# La Flambeuse (film, 1981)
Pour plus de détails, voir Fiche technique et Distribution.
La Flambeuse est un film dramatique français réalisé par Rachel Weinberg, sorti en 1981.

## Synopsis
Épouse de Henri, architecte (Gérard Blain), Louise (Léa Massari), récemment installée avec sa famille dans un immeuble moderne d'un 14e arrondissement parisien en pleine mutation, vient de quitter son modeste emploi de secrétaire. Sur les conseils de son mari qui la pousse à s'engager dans diverses activités culturelles, la jeune femme tente d'abord vainement d'occuper ses journées. Entrant un jour par hasard dans un bistrot populaire à quelques rues de chez elle, elle y découvre toute une faune de sympathiques marginaux partageant une même fascination pour les jeux de hasard. Parmi eux le très charismatique "Chevalier" (Laurent Terzieff) qui l'initie aux jeux de dès, puis au poker. Prise d'abord d'une innocente curiosité, Louise se laisse vite gagner par les griseries du jeu, puis une passion dévorante qui ne tarde pas à lui causer des soucis financiers, dégradant au passage ses relations avec Henri, lui-même en proie à des revers professionnels.

## Fiche technique
- Titre français : La Flambeuse
- Réalisation : Rachel Weinberg, assisté de Roch Stéphanik
- Scénario et dialogues : Rachel Weinberg et Jean-Marie Marguet
- Photographie : Georges Strouvé
- Musique : Romain Didier
- Montage : Violette Marfaing
- Décors : Geoffroy Larcher
- Costumes : Jackie Budin
- Son : Alain Contrault
- Production : Roland Timsit et Michèle Dimitri
- Pays de production :  France
- Format :
- Genre : drame
- Durée : 95 minutes
- Dates de sortie : 
  - France : 13 mai 1981
- Affiche : Michel Landi (France)
- Affiche : Jouineau Bourduge (France)

## Distribution
- Léa Massari : Louise
- Laurent Terzieff : Le Chevalier
- Gérard Blain : Henri
- Évelyne Dress : Clémentine
- Didier Sauvegrain : Maxence
- Gabriel Jabbour : le professeur
- Claude Brosset : le Hongrois
- Pierre Saintons : le facteur
- Rudolf Monori : Xavier
- Jacques Serres : Loulou
- Gérard Cuvier : le patron du bistrot
- Nicolas Chesnay : Benoît
- Vincent Blanchet : Jean-Pierre
- Jean-Marie Marguet : Manetto
- Florence Blot : Adélaïde
- Roland Timsit : Jean-Luc
- Maurice Rollet : le chirurgien
- Marc de Jonge : De Boissouvre

## Lieux de tournage
- Si l'immeuble moderne où est censée vivre la famille de Louise et Henri se tient toujours au 139 de la rue de l'Ouest dans le 14e arrondissement parisien, le pâté d'immeubles non loin de là, intégrant le troquet où l'héroïne s'initie aux jeux et le terrain vague qui lui fait face, au carrefour des rues de Gergovie et Vercingétorix, ont depuis été remplacés par des complexes H.L.M.